# Łodygowice
Łodygowice è un comune rurale polacco del distretto di Żywiec, nel voivodato della Slesia.
Ricopre una superficie di 35,2 km² e nel 2004 contava 13 279 abitanti.